# Оскар Устарі
Оскар Устарі (ісп. Óscar Ustari, нар. 3 липня 1986, Америка, провінція Буенос-Айрес) — аргентинський футболіст, воротар клубу «Інтер Маямі».
Насамперед відомий виступами за «Індепендьєнте» (Авельянеда) та «Хетафе», а також національну збірну Аргентини. У складі збірної — олімпійський чемпіон 2008 року.

## Клубна кар'єра
Народився 3 липня 1986 року в місті Америка, провінція Буенос-Айрес. Вихованець юнацьких команд футбольних клубів «Атлетіко Рівадавія» та «Індепендьєнте» (Авельянеда).
У дорослому футболі дебютував 2003 року виступами за «Індепендьєнте», в якому виступав до 2007 року, взявши участь у 83 матчах чемпіонату. Більшість часу, проведеного у складі «Індепендьєнте», був основним голкіпером команди.
В липні 2007 року Устарі перейшов в іспанський «Хетафе» за 8 млн євро. Устарі був запасним воротарем в команді, а місце в основному складі отримав його співвітчизник Роберто Аббондансьєрі. 26 вересня 2007 року футболіст офіційно дебютував за новий клуб, вийшовши на поле в матчі з «Валенсією». Гра закінчилася поразкою «Хетафе» з рахунком 1:2. 2008 року Устарі отримав травму та вибув з ладу на термін близько 8 місяців, тому в сезоні 2008/09 він зміг відіграти лише 5 матчів у Прімері. 2009 року Аббондансьєрі пішов з «Хетафе», але йому на заміну був куплений Хорді Кодіна. У сезоні 2009/10 Устарі провів 16 матчів у чемпіонаті Іспанії та стільки ж наступному сезоні.
У сезоні 2011/12 не провів за команду жодного матчу в чемпіонаті і по його завершенні повернувся на батьківщину, підписавши контракт з «Бока Хуніорс», за який провів 12 матчів в чемпіонаті.
До складу «Альмерії» приєднався влітку 2013 року.

## Виступи за збірну
2003 року Устарі брав участь в чемпіонаті світу з футболу серед юнаків не старше 17 років, на якому провів 6 матчів. Також аргентинський воротар зіграв всі матчі за збірну Аргентини для гравців до 20 років на молодіжному чемпіонаті світу 2005 року, що проходив в Нідерландах.
15 травня 2006 року Устарі був включений головним тренером збірної Аргентини Хосе Пекерманом у заявку збірної на Чемпіонат світу 2006 року як третій воротар. На турнірі йому так і не довелося вийти на поле.
22 серпня 2007 року аргентинський футболіст дебютував за головну збірну у товариській зустрічі з Норвегією, яку біло-блакитні програли з рахунком 1:2.
2008 року Оскар Устарі взяв участь у переможній кампанії Аргентини на Літніх Олімпійських іграх в Пекіні. Він провів за команду 3 гри, але в останньому (чвертьфінальному) матчі проти Нідерландів отримав серйозну травму та вибув з ладу на вісім місяців. В наступних матчах в воротах стояв Серхіо Ромеро, а в підсумку команда Аргентини виграла турнір, здолавши у грі за золоті медалі збірну Нігерії.
У червні 2011 року Устарі отримав на тренуванні травму коліна, тому пропустив Кубок Америки 2011 року.
19 вересня 2012 року провів свій другий матч за збірну в зустрічі проти збірної Бразилії, яку аргентинці знову програли з рахунком 1:2.
Наразі провів у формі головної команди країни 2 матчі, пропустивши 4 голи.

## Титули і досягнення
- Володар Кубка Аргентини (1):

«Бока Хуніорс»: 2011-12
- Чемпіон Південної Америки (U-17): 2003
- Чемпіон світу (U-20) (1):

Аргентина: 2005
- Олімпійський чемпіон (1):

Аргентина: 2008